# العلاقات الباكستانية المغربية
العلاقات الباكستانية المغربية، تشير إلى العلاقات الثنائية بين المغرب وباكستان. المغرب لديه سفارة في إسلام أباد، في حين أن باكستان لديها أيضا سفارة في الرباط.
في غشت 2025 أشاد الرئيس الباكستاني آصف علي زرداري بالعلاقات الثنائية المتميزة مع المملكة المغربية، القائمة على الإيمان المشترك والقيم المشتركة والاحترام المتبادل.

## العلاقات الثنائية
العلاقات بين المغرب وباكستان هي علاقات متميزة، فباكستان قد أعلنت أنها لاتعترف بمن تطلق على نفسها الجمهورية الصحراوية .

## العلاقات الاقتصادية
في أواخر عام 2007، قام السفير المغربي في باكستان محمد رضا الفاسي بتشجيع رجال الأعمال وأصحاب المشاريع الباكستانيين ودعاهم للاستفادة من اتفاقية التجارة الحرة التي وقعها المغرب مع الولايات المتحدة الأمريكية والاتحاد الأوروبي، وخاصة في النسيج والملابس الجاهزة.
حاليا، تقدر صادرات باكستان إلى المغرب ب 11.5 مليون دولار أمريكي، في حين أن الصادرات المغربية إلى باكستان تصل إلى 147 مليون دولار أمريكي.